# Gornja Ravska
Gornja Ravska je manje naselje smješteno u brdskim predjelima Republike Srpske. Udaljeno je 9 km od rudnika željezne rude "Ljubija" i 17 km od grada Prijedora. 
Lokaciju sela počeli su naseljavati još stari Rimljani, te se s toga na dubinama od jednog pa do tri metra dubine mogu naći ostaci rimskog novca, prstenja i sličnih stvari kojima su se oni koristili i pomoću kojih su oni preživljavali. Etimologija riječi Ravska nije poznata, ali se pretpostavlja da je također iz toga doba. Osnovna škola u naselju otvorena je 1958. godine, struja je u selo stigla 1974.godine, te je izgrađena župna crkva 1973. – 1974., zatim dom 1979. – 1980. U izgradnji svega navedenog su najvećim dijelom učestovali tadašnji žitelji Gornje Ravske. Godine 2004. je napravljen asfalt, koji se proteže od crkve do škole, točnije 1600 m. Mještani se u ljetnim mjesecima suočavaju s nestašicama pitke vode.[nedostaje izvor]

## Poznate osobe
- Ivan Grgić, župnik, mučenik vjere, kojeg su okrutno ubili pripadnici VI. krajiške brigade Republike Srpske 8. studenoga 1992. godine,[1][2]

## Stanovništvo
Prema popisu iz 1991. godine nacionalni sastav je bio sljedeći:
- Hrvati – 287
- Jugoslaveni – 19
- ostali – 2

Ukupno – 308